# L'Autonomia
L'Autonomia è stata una lista elettorale italiana costituita in occasione delle elezioni europee del 2009 da alcuni partiti minori dell'area di centro-destra.
A promuovere l'iniziativa, in particolare, il Movimento per le Autonomie (MpA) di Raffaele Lombardo, La Destra di Francesco Storace, il Partito Pensionati di Carlo Fatuzzo e l'Alleanza di Centro di Francesco Pionati. Vi aderivano inoltre movimenti minori autonomisti, federalisti e liberisti quali il Fronte Indipendentista Lombardia di Max Ferrari, la Lega d'Azione Meridionale di Giancarlo Cito, la Lega Italia di Carlo Taormina e S.O.S. Italia di Diego Volpe Pasini. Inizialmente era prevista anche la partecipazione del Movimento Sociale Fiamma Tricolore.

## Storia
Secondo i fondatori la lista ha perseguito lo scopo di costruire un'Europa in cui i cittadini contino finalmente più delle tecnocrazie di Bruxelles attraverso l'esercizio della legittimazione democratica, che sia capace di rivedere i discussi meccanismi derivanti dal trattato di Lisbona per rafforzare l'Europa dei popoli, capace di esaltare le proprie radici cristiane, che esalti le identità delle Regioni, nonché di riequilibrare il rapporto tra Nord e Sud del Paese.
Il progetto si è praticamente esaurito con il mancato raggiungimento del quorum del 4% per l'elezione di rappresentanti al Parlamento Europeo, a dispetto dell'ottimo risultato conseguito dalla lista nella circoscrizione "Italia insulare" (circa il 12,5%), trainata dagli oltre 200.000 voti di preferenza raccolti da Raffaele Lombardo.

## Risultati elettorali
| Elezione     | Elezione | Voti | % | Seggi |
| ------------ | -------- | ---- | - | ----- |
| Europee 2009 | 682.046  | 2,22 | - |       |